# Любомирский, Казимир (композитор)
Князь Казими́р (Казимеж) Анаста́сий Ка́роль Любоми́рский (пол. Kazimierz Anastazy Karol Lubomirski; 17 февраля 1813, Черневцы — 29 июня 1871, Львов) — польский композитор из рода Любомирских, автор салонных пьес для фортепиано и песен. 

## Биография
Принадлежал к гербу Дружине. Сын Фридерика Любомирского и Франциски Залуской, внук киевского каштеляна Юзефа Любомирского.
Ещё когда Казимир был ребёнком, его родители перестали жить вместе. Он рано выказал музыкальные способности. Учился сначала у Й. Шмидберга (Schmidberg), капельмейстера придворного оркестра Любомирских в Ровно, затем у Фридриха Дотцауэра в Дрездене. Во время своего путешествия по Европе познакомился со многими выдающимися деятелями искусства. В Варшаве сдружился с младшим братом Юзефа Игнация Крашевского Каэтаном.
В 1852—1858 годах Любомирский был вице-председателем Общества помощи обедневшим музыкантам (Towarzystwo Wsparcia Podupadłych Artystów Muzyki) и устраивал еженедельные концерты в своём музыкальном салоне. После смерти Юзефа Эльснера в (1854) перевёл с немецкого и подготовил к изданию (1855) его дневник 1839—1848 годов («Sumariusz moich utworów muzycznych»). Отрывки из него были напечатаны в 1857 году в новом журнале Юзефа Сикорского «Музыкальное движение» (первое полное издание появилось лишь в 1957 году).

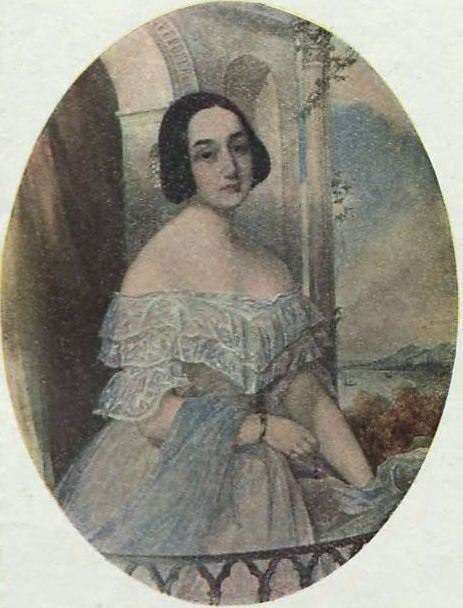
Зинаида Любомирская на акварели Владимира Гау

После 1860 года Любомирский обосновался в своём поместье в Ровно, где, помимо прочего, был куратором гимназии. За несколько лет до смерти из-за частичного паралича перестал заниматься музыкой и посвятил себя переводам зарубежной литературы на польский язык. Скончался в 1871 году во Львове.

## Семья
Жена (с 1837) — Зинаида Михайловна Голынская (Zeneida z Hołyńskich, 1820—1893), внучка графа Д. А. Толстого и племянница предводителя дворянства Могилевской губернии В. И. Голынского. Последние годы проживала в резиденции Любомирских в Ровно, где и умерла. Дети:
- Станислав Михал (Stanisław Michał, 1838—1918);
- Мария (Maria, 1842—1930), замужем за бароном Монтебелло.

## Творчество

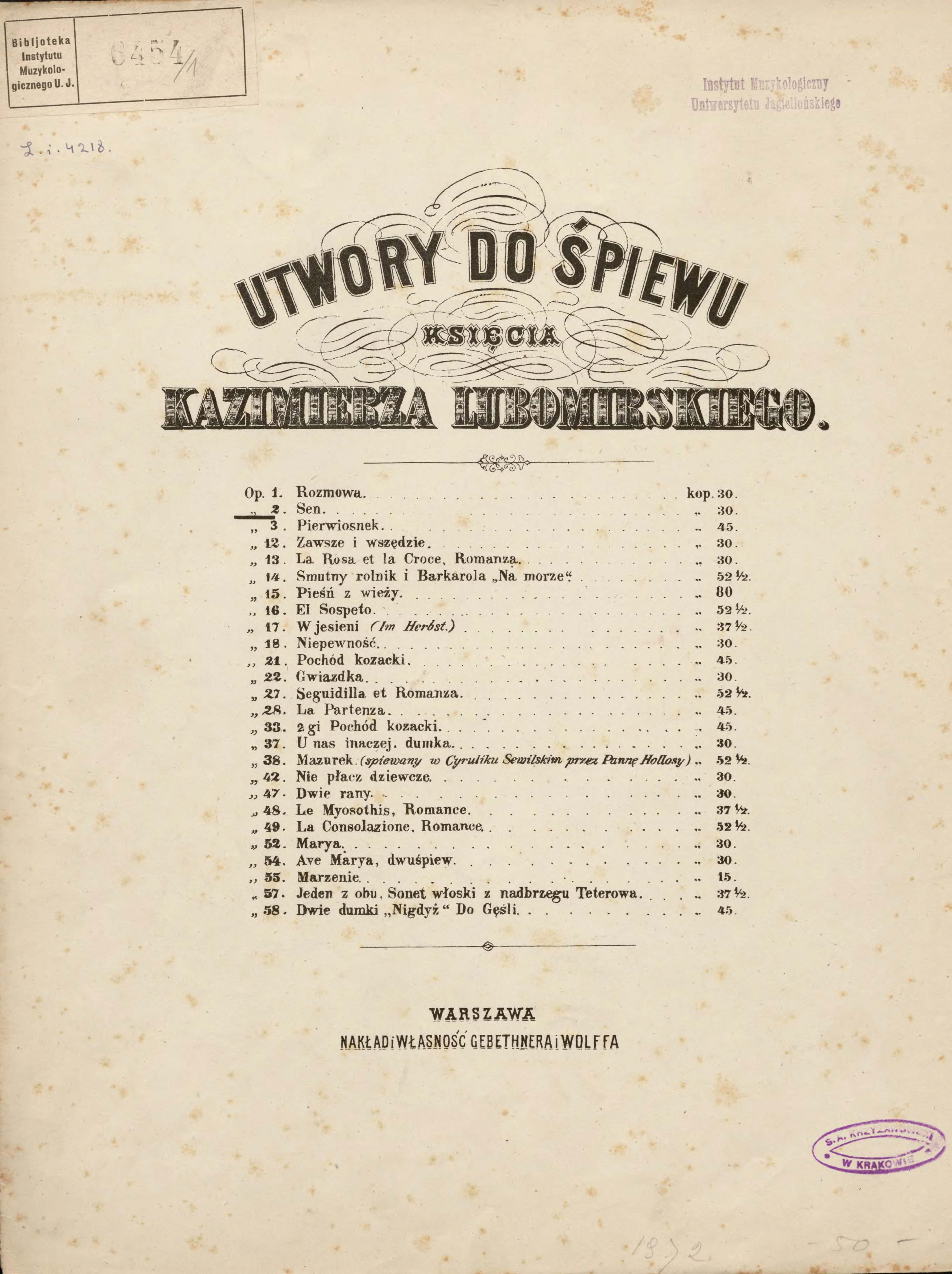
Титульный лист изданного Гебетнером собрания песен Любомирского, содержащий их список

Музыкальные сочинения Любомирского печатались преимущественно в Польше, но также в некоторых немецких издательствах. Существует по меньшей мере 61 сочинение с номером и несколько без номера. Его наследие разделяется на салонные танцевальные пьесы для фортепиано (прежде всего мазурки, почти все имеют описательный заголовок либо названы по имени того, кому посвящены) и песни для голоса с фортепиано. Последние имеют большее значение и пользовались относительной известностью. В настоящее время они давно вышли из репертуара.
Среди наиболее популярных песен Любомирского:
- «Казацкий марш» (Pochód kozacki), соч. 21;
- «Звёздочка» (Gwiazdka), соч. 22;
- «Утешение» (La Consolazione), романс, соч. 49.

В конце XIX века варшавское издательство «Гебетнер и Вольф» выпустило полное собрание песен (Utwory do śpiewu księcia Kazimierza Lubomirskiego, в него не были включены сочч. 59—61). 